# Episodi di Spider-Man - L'Uomo Ragno (terza stagione)
La terza stagione di Spider-Man - L'Uomo Ragno è andata in onda negli Stati Uniti nel  1996 ed è composta da 14 episodi.
In inglese questa stagione è nota col titolo The Sins of the Fathers (letteralmente "I peccati dei padri"), nonostante, diversamente da quella precedente, i suoi episodi non siano collegati da una sottotrama comune.
| Nº st. | Nº tot. | Titolo                      | Titolo originale       | Prima TV Stati Uniti |
| ------ | ------- | --------------------------- | ---------------------- | -------------------- |
| 1      | 28      | Il Dottor Strange           | Doctor Strange         | 27 aprile 1996       |
| 2      | 29      | Il desiderio di Taìna       | Make a Wish            | 4 maggio 1996        |
| 3      | 30      | L'attacco di Octobot        | Attack of the Octobot  | 11 maggio 1996       |
| 4      | 31      | Il Goblin Verde             | Enter the Green Goblin | 18 maggio 1996       |
| 5      | 32      | La ruota magnetica          | Rocket Racer           | 14 settembre 1996    |
| 6      | 33      | Un dischetto molto prezioso | Framed                 | 21 settembre 1996    |
| 7      | 34      | Un vero amico               | The Man Without Fear   | 28 settembre 1996    |
| 8      | 35      | Obiettivo: vendetta         | The Ultimate Slayer    | 5 ottobre 1996       |
| 9      | 36      | La forza del cuore          | Tombstone              | 12 ottobre 1996      |
| 10     | 37      | Il ritorno di Venom         | Venom Returns          | 26 ottobre 1996      |
| 11     | 38      | Carnage                     | Carnage                | 2 novembre 1996      |
| 12     | 39      | I buchi neri                | The Spot               | 9 novembre 1996      |
| 13     | 40      | La guerra dei Goblin        | Goblin War!            | 16 novembre 1996     |
| 14     | 41      | La scomparsa di Mary Jane   | Turning Point          | 23 novembre 1996     |

## Il Dottor Strange
- Titolo originale: Doctor Strange
- Prima TV Stati Uniti: 27 aprile 1996

Mary Jane viene rapita da un uomo che si è spacciato per suo padre, che lei non vede da anni. Peter, nei panni dell'Uomo Ragno, scopre che il suo rapitore è il Barone Mordo, uno stregone che, tramite delle illusioni, fa credere ai suoi seguaci (tra cui Mary Jane) di far periodicamente incontrare loro delle persone care che non hanno potuto vedere da tempo. Mordo utilizza tali seguaci per rubare lo scettro di Watoomb, un potente oggetto magico che gli permetterebbe di liberare Dormammu, una creatura demoniaca imprigionata in un'altra dimensione. L'Uomo Ragno si fa così aiutare dal Dottor Strange, il potente mago che custodiva lo scettro, per sconfiggere Mordo e salvare Mary Jane.

## Il desiderio di Taìna
- Titolo originale: Make a Wish
- Prima TV Stati Uniti: 4 maggio 1996

L'Uomo Ragno, nel tentativo di fermare il Dottor Octopus mentre attacca le industrie Hardy, finisce col provocare involontariamente la distruzione di un laboratorio di ricerca scientifica. Dato lo sconforto subito e la pessima opinione pubblica al riguardo, Peter decide di smettere di essere l'Uomo Ragno, facendo tuttavia un'ultima eccezione: va infatti da Taìna, una bambina che lui ha saputo essere una sua grande ammiratrice e, per confortarla, passa del tempo con lei, raccontandole (evitando di rivelarle la sua vera identità) di come abbia guadagnato i suoi superpoteri dopo essere stato punto da un ragno che era entrato in contatto con un raggio radioattivo. Successivamente il supereroe porta Taìna a fare un giro per la città lanciandosi da un grattacielo all'altro, finendo però col venire attaccato dal Dottor Octopus, che riesce a sconfiggerlo.
Basato su: Amazing Fantasy serie 1 n. 15 (in Italia L'Uomo Ragno serie 1 n. 1) e The Amazing Spider-Man serie 1 nn. 55 e 248 (L'Uomo Ragno serie 1 n. 50 e serie 3 n. 33)

## L'attacco di Octobot
- Titolo originale: Attack of the Octobot
- Prima TV Stati Uniti: 11 maggio 1996

Il Dottor Octopus rapisce l'Uomo Ragno e riesce a fargli perdere la memoria, facendogli credere di essere un criminale suo complice. I due finiscono così con l'effettuare delle rapine insieme, ma Taìna, che aveva assistito all'accaduto di nascosto, riesce a far sì che l'Uomo Ragno tornasse a ricordare la sua vita passata, facendosi aiutare dalla tassista Mousie, che in passato è stata salvata dal supereroe. L'Uomo Ragno riesce così a sconfiggere il Dottor Octopus, che viene arrestato, e successivamente riporta Taìna a casa sua, in un centro di assistenza per bambini con malattie terminali, dove le rivela la sua vera identità.
Basato su: The Amazing Spider-Man serie 1 nn. 56 e 248 (L'Uomo Ragno serie 1 n. 50 e serie 3 n. 33)

## Il Goblin Verde
- Titolo originale: Enter the Green Goblin
- Prima TV Stati Uniti: 18 maggio 1996

2:52
Mentre stanno lavorando con delle sostanze chimiche per conto di Kingpin, Norman Osborn e un suo collega finiscono col rimanere coinvolti in un'esplosione al laboratorio. L'Uomo Ragno riesce a trarre in salvo il secondo, ma non il primo, che viene quindi dato per morto. Successivamente in città compare il criminale Goblin, che rapisce diverse persone che avevano a che fare con la Oscorp, l'azienda di Osborn, e le nasconde in un luogo sotterraneo al di sotto di tale industria. L'Uomo Ragno riesce a trovare il nascondiglio e a salvare le persone rapite e, rimasto solo con Goblin, scopre che questo è in realtà lo stesso Norman Osborn, che è sopravvissuto all'esplosione ma che è impazzito entrando in contatto con le sostanze chimiche che stava usando. Harry, il figlio di Osborn che non è mai stato convinto del fatto che il padre fosse morto, trova i due e li riporta in superficie. Osborn guarisce dalla sua pazzia e dimentica l'accaduto, e l'Uomo Ragno, per giustificare la situazione, finge che Goblin sia un'altra persona, ormai scomparsa nel nulla, che avesse rapito tra gli altri anche Osborn. Successivamente Osborn annuncia pubblicamente di voler smettere di occuparsi degli affari della Oscorp, passando il testimone a suo figlio.

## La ruota magnetica
- Titolo originale: Rocket Racer
- Prima TV Stati Uniti: 14 settembre 1996

Un ragazzo di nome Robert Farrell, che frequenta un corso universitario di scienze tenuto da Peter Parker, scopre il covo di una banda di ladri e ruba alcuni dispositivi tecnologicamente avanzati coi quali riesce a muoversi molto agilmente in città. Robert decide di utilizzare i dispositivi per derubare una gioielleria, visti i problemi economici che hanno lui e sua madre ma, sul punto di compiere il crimine, si rende conto di aver sbagliato e se ne va. Robert decide quindi di tornare a seguire la retta via, aiutando l'Uomo Ragno a catturare i già citati ladri, che terrorizzavano la città utilizzando i loro macchinari.
Basato su: The Amazing Spider-Man serie 1 nn. 172, 182 e 183 (L'Uomo Ragno serie 1 nn. 243, 266 e 267)

## Un dischetto molto prezioso
- Titolo originale: Framed
- Prima TV Stati Uniti: 21 settembre 1996

Peter si fa assumere come lavoratore dell'azienda informatica Fisktronic di proprietà del magnate Wilson Fisk (che è segretamente il noto criminale Kingpin), ma, dopo aver preso, come suo solito, un disco che avrebbe dovuto contenere le diagnosi dei macchinari dell'azienda, la polizia lo arresta, avendo scoperto che tale disco contiene in realtà dei segreti governativi. Tuttavia, quando viene portato in prigione, viene rapito da alcuni criminali, tra cui il Camaleonte, che ha preso l'aspetto dell'Uomo Ragno (così che la colpa del rapimento ricada sul supereroe). Peter viene condotto dal vero artefice del suo arresto e della conseguente fuga, ovvero Richard Fisk, il figlio di Kingpin. Peter viene però liberato da Devil, un supereroe mascherato che lo porta a casa di Matt Murdock, l'avvocato cieco che l'ha precedentemente difeso in tribunale. Murdock rivela a Peter di aver perso la vista dopo essere entrato in contatto con alcune sostanze radioattive che erano state trasportate illegalmente da Kingpin, criminale che è inoltre responsabile della scomparsa di suo padre, che è misteriosamente sparito dalla circolazione da anni. Pur non rivelandolo a Peter, Murdock è in realtà Devil, cosa che gli è possibile poiché, pur essendo cieco, ha sviluppato la capacità di percepire ciò che gli sta attorno, come un radar. L'Uomo Ragno va poi alla Fisktronic, per trovarsi ad affrontare Devil che, avendo visto il Camaleonte nei suoi panni rapire Parker, è convinto che sia un criminale. I due finiscono però vittime dell'esplosione di una bomba, che incendia l'edificio.

## Un vero amico
- Titolo originale: The Man Without Fear
- Prima TV Stati Uniti: 28 settembre 1996

Dopo aver recuperato il disco, l'Uomo Ragno e Devil fuggono dall'edificio in fiamme, dove quest'ultimo rivela al primo di aver scoperto che Kingpin è in realtà Wilson Fisk. I due sono tuttavia ricercati dalla polizia ma, dopo vari inseguimenti, riescono a provare la colpevolezza di Richard Fisk. Non ci sono tuttavia prove che implicano la complicità di suo padre, che rimane così in libertà. Successivamente l'Uomo Ragno e Devil si congedano.

## Obiettivo: vendetta
- Titolo originale: The Ultimate Slayer
- Prima TV Stati Uniti: 5 ottobre 1996

Alistair Smythe ha intenzione di tradire Kingpin, e quando questo lo scopre decide di sottoporlo a un trattamento di Herbert Landon che lo trasforma in un cyborg al servizio di Kingpin. Smythe va quindi a rapire Norman Osborn, per poi portarlo da Kingpin. Quest'ultimo rivela a Osborn che Spencer Smythe, il padre di Alistair, è in realtà sopravvissuto all'esplosione che il figlio pensa l'abbia ucciso. Kingpin l'ha però fatto ibernare facendo credere ad Alistair che l'Uomo Ragno avesse ucciso suo padre, così da avere in lui un alleato. L'Uomo Ragno, che li stava spiando, rivela la verità a Smythe e questo, pur essendo diventato un cyborg, riacquista parte della sua umanità e libera Osborn. Successivamente recupera suo padre.

## La forza del cuore
- Titolo originale: Tombstone
- Prima TV Stati Uniti: 12 ottobre 1996

Alisa, la figlia di Silvermane, paga Lapide perché faccia sparire delle foto che la incriminerebbero e che stanno per essere pubblicate sul Daily Bugle. Lapide scopre che ad avere le foto è Robbie Robertson, giornalista del Bugle che lui stesso conosce. Decide quindi di telefonargli perché vada da lui, per poi attaccarlo, ma Robbie viene salvato dall'Uomo Ragno. Intanto il figlio di Robbie, Randy, è segretamente entrato nella Gang dei Bandana, un gruppo di teppisti che svolgono azioni illegali il cui capo è proprio Lapide. Quando Robbie lo scopre, Lapide gli offre di lasciare stare suo figlio a patto che lui distrugga le foto, solo per scoprire che le suddette sono già state mandate in stampa. Lapide è perciò deciso a far incriminare Randy, ma l'Uomo Ragno fa scoprire la verità al ragazzo, che si redime. Il supereroe riesce poi a far arrestare il criminale.
Basato su: The Spectacular Spider-Man serie 1 nn. 139 e 142 (L'Uomo Ragno serie 3 nn. 95 e 96)

## Il ritorno di Venom
- Titolo originale: Venom Returns
- Prima TV Stati Uniti: 26 ottobre 1996

Il Barone Mordo fa sì che il simbionte da cui è stato originato Venom torni sulla Terra e si unisca nuovamente a Eddie Brock, così, alleandosi con lui, vuole sfruttare il suo potere per rubare una sonda interdimensionale prodotta dalla Stark Enterprises, azienda di proprietà del ricco Tony Stark. Oltre a ciò, Dormammu ha scoperto che il simbionte si è riprodotto, portandone così anche un altro sulla Terra. Questo nuovo simbionte si unisce al pazzo criminale Cletus Kasady, e i due diventano una creatura di nome Carnage. Venom e Carnage vanno così alla Stark Enterprises, dove vengono però attaccati dall'Uomo Ragno e da War Machine, un uomo che indossa una tuta corazzata tecnologica.
Basato su: The Amazing Spider-Man serie 1 nn. 344, 345 e 359 (L'Uomo Ragno serie 3 nn. 130 e 140)

## Carnage
- Titolo originale: Carnage
- Prima TV Stati Uniti: 2 novembre 1996

Venom e Carnage riescono a consegnare la sonda al Barone Mordo, che tuttavia chiede loro di assorbire energia da alcuni esseri umani, poiché, senza, Dormammu non potrebbe essere riportato sulla Terra. Carnage accetta e si mette al lavoro, mentre Venom non ubbidisce e se ne va. Eddie Brock riesce temporaneamente ad avere il sopravvento su Venom e va da Ashley Kafka, la dottoressa che lo stava seguendo dopo la sua separazione dal simbionte, nonché la donna di cui è innamorato. Ashley decide di portarlo da Curt Connors, che riesce a dividere Eddie Brock dal simbionte. Successivamente Carnage rapisce la dottoressa e, quando Brock lo scopre, si unisce nuovamente al simbionte pur di poterla salvare. Fatto ciò, si allea con l'Uomo Ragno e con Iron Man, un uomo che indossa una tuta simile a quella di War Machine e che, segretamente, è in realtà Tony Stark. Il gruppo raggiunge Carnage e Mordo poco prima che riescano ad aprire il portale che dovrebbe riportare Dormammu sulla Terra. L'Uomo Ragno riesce a invertire la polarità della sonda, facendo sì che si chiuda; tuttavia, oltre a Dormammu, anche Carnage e Venom vengono risucchiati all'interno. Successivamente Iron Man rompe la sonda.
Basato su: The Amazing Spider-Man serie 1 nn. 361, 362 e 363 (L'Uomo Ragno serie 3 n. 141)

## I buchi neri
- Titolo originale: The Spot
- Prima TV Stati Uniti: 9 novembre 1996

Lo scienziato Jonathan Ohnn viene assunto da Kingpin per lavorare sull'utilizzo di alcuni buchi neri interdimensionali che gli permetterebbero di teletrasportarsi da un luogo all'altro. Ohnn scopre come utilizzarli, ma decide di disubbidire a Kingpin e utilizzare tale scoperta per conto suo, assieme alla sua collega Silvia. Per continuare a condurre esperimenti, Ohnn ha bisogno di soldi, e perciò decide di utilizzare i suoi nuovi poteri per rubare, venendo tuttavia fermato dall'Uomo Ragno. Ohnn ha però inavvertitamente lasciato un portale libero nel cielo della città, e il suddetto ha cominciato a ingrandirsi, minacciando di risucchiare il mondo intero. Lo sicenziato, per risolvere il problema, si avvicina più che può al portale per poterlo chiudere, riuscendo nell'impresa ma venendo risucchiato al suo interno.
Basato su: Peter Parker, the Spectacular Spider-Man serie 1 nn. 98-99 (L'Uomo Ragno serie 3 n. 53)

## La guerra dei Goblin
- Titolo originale: Goblin War!
- Prima TV Stati Uniti: 16 novembre 1996

Hobgoblin riesce a rubare il dispositivo che permette di utilizzare i buchi interdimensionali di Ohnn. Quella notte tuttavia Osborn indossa nuovamente i panni di Goblin, attaccando Hobgoblin e l'Uomo Ragno. Più tardi Felicia Hardy scopre che Hobgoblin è in realtà Jason Macendale, il suo nuovo fidanzato, ma sia lui che lei vengono rapiti da Goblin, venendo però successivamente salvati dall'Uomo Ragno, che fa arrestare Macendale. Goblin riesce tuttavia a fuggire grazie al dispositivo di Ohnn.
Basato su: The Amazing Spider-Man serie 1 n. 312 (L'Uomo Ragno serie 3 n. 100)

## La scomparsa di Mary Jane
- Titolo originale: Turning Point
- Prima TV Stati Uniti: 23 novembre 1996

Goblin riesce a scoprire qual è la vera identità dell'Uomo Ragno, e quest'ultimo, quando incontra Osborn alla festa di compleanno di Harry, se ne rende conto, e trova così uno stratagemma per allontanare tutti gli invitati, così da evitare che Osborn riveli loro il segreto. L'Uomo Ragno e Goblin finiscono così per scontrarsi l'un l'altro. Goblin rapisce poi Mary Jane e la fa finire all'interno di un portale interdimensionale e successivamente lo stesso supercriminale finisce dentro a un portale incontrollabile. L'Uomo Ragno ha così sconfitto il suo nemico, ma ha perso la ragazza che ama.
Basato su: The Amazing Spider-Man serie 1 nn. 39, 121 e 122 (L'Uomo Ragno serie 1 nn. 33, 133 e 134)